# 14346 Жиляєв
14346 Жиля́єв (14346 Zhilyaev) — астероїд головного поясу, відкритий 23 серпня 1985 року.
Тіссеранів параметр щодо Юпітера — 3,184.
Названий на честь Бориса Юхимовича Жиляєва, українського астронома.